# Marcellaz-en-Faucigny
Marcellaz-en-Faucigny è un comune francese di 792 abitanti situato nel dipartimento dell'Alta Savoia della regione dell'Alvernia-Rodano-Alpi.

## Società

### Evoluzione demografica
Abitanti censiti